# Полющенко, Василий Николаевич
Николай Васильевич Полющенко (27 февраля 1922 года, село Сурковка, Красноярский уезд, Астраханская губерния — 26 сентября 1986 года, Будённовск, Ставропольский край) — буровой мастер Прикумского управления буровых работ объединения «Ставропольнефтегаз» Министерства нефтяной промышленности СССР, Ставропольский край. Герой Социалистического Труда (1971). Депутат Верховного Совета СССР 9-го созыва.

## Биография
Родился в 1922 году в крестьянской семье в селе Сурковка Красноярского уезда Астраханской губернии. Получил неполное среднее образование в местной семилетней школе. В 1939 году окончил школу фабрично-заводского обучения, после которой трудился токарем на Астраханском судоремонтном заводе. С 1941 года участвовал в Великой Отечественной войне. Воевал командиром отделения 3-го стрелкового батальона, начальником управления связи 1116-го стрелкового полка 333-й стрелковой дивизии. В 1944 году вступил в ВКП(б). Получил четыре ранения.
В 1946 году демобилизовался. Трудился мотористом, токарем, механиком МТС в селе Красный Яр Астраханской области. С 1949 года обучался на курсах буровых мастеров, после которых трудился на нефтепромыслах в Астраханской и Ростовской областях.
С 1953 года проживал в Будённовске, где работал буровым мастером Прикумского управления буровых работ объединения «Ставропольнефтегаз». Под его руководством бригада буровиков пробурила около сорока скважин, возвратила в производство четыре заброшенные скважины.
В конце 1966 года бригада Василия Полющенко приняла коллективное социалистическое обязательство под девизом «Мы обязуемся выполнить все условия, чтобы добиться звания „Бригада имени 50-летия Советской власти“» и досрочно выполнила это социалистическое и плановые задания Восьмой пятилетки (1966—1970). 30 марта 1971 года Указом Президиума Верховного Совета СССР удостоен звания Героя Социалистического Труда «за выдающиеся заслуги в выполнении заданий пятилетнего плана по добыче нефти и достижение высоких технико-экономических показателей в работе» с вручением ордена Ленина и золотой медали Серп и Молот.
В последующие годы трудился мастером по сложным работам в этом же Управлении буровых работ объединения «Ставропольнефтегаз».
Избирался депутатом Верховного Совета СССР 9-го созыва (1974—1979).
После выхода на пенсию проживал в Будённовске, где скончался в сентябре 1986 года. Похоронен в Будённовске.
Память
Его именем названа улица в Будённовске.

## Награды и звания
- Герой Социалистического Труда
- Орден Ленина
- Орден Отечественной войны 1 степени (11.03.1985)
- Орден Отечественной войны 2 степени
- Медаль «За отвагу» — дважды (24.06.1944; 30.12.1944)
- Медаль «За боевые заслуги» (12.03.1945)
- Медаль «За победу над Германией в Великой Отечественной войне 1941—1945 гг.» (09.05.1945)
- Почётный гражданин Будённовска (05.11.1981)